# کیروف (جماعت)
کیروف  جماعت و شهرکی در جنوب غربی کشور تاجیکستان است که در ناحیهٔ وخش ولایت ختلان قرار دارد. جمعیت این جماعت ۳۶۱۵ است.